# Carl Hester
Carl Hester (né le 29 juin 1967 à Sark, îles Anglo-Normandes) est un cavalier de dressage britannique qui concoure au niveau olympique. À la date du 8 août 2012, la Fédération équestre internationale (FEI) le classe au 12e rang mondial sur Uthopia. 
Carl Hester est membre de l'Ordre de l'Empire britannique. 

## Jeunesse et carrière
Hester a grandi sur l'île anglo-normande de Sark, fait ses études à l' Elizabeth College de Guernesey. À 19 ans, il postule pour un emploi autour des chevaux sur le continent britannique au Fortune Center of Riding Therapy et, avec la jument pie qui appartient au centre, Jolly Dolly, il remporte le championnat des jeunes cavaliers de dressage en 1985. Il déménage à Bourton-on-the-Hill, participe à ses premiers Blenheim Horse Trials et remporte le Spillers Dressage. Il monte ensuite pour le Dr Wilfried Bechtolsheimer  (père de Laura Bechtolsheimer ) et, en 1990, il participe aux Championnats du monde sur Rubelit von Unkenriff, aux Championnats d’Europe en 1991 et aux Jeux olympiques de Barcelone en 1992 sur Georgioni. Hester devient le plus jeune compétiteur britannique à avoir jamais participé aux Jeux olympiques. Il a ensuite entamé un partenariat commercial avec Kate Carter dans son écurie de Stow-on-the-Wold jusqu'à ce que Kate Carter décide de déménager pour disposer de plus d'espace. Hester déménage également pour acheter sa propre écurie à Oaklebrook Mill, près de Newent, dans le Gloucestershire,.

## Championnat d'Europe de dressage 2011
Hester, avec le cheval Uthopia, fait partie de l'équipe britannique qui remporte la médaille d'or par équipe au Championnat d'Europe de dressage 2011 à Rotterdam,. Hester a également remporté les médailles d'argent individuelles du Grand Prix Freestyle et du Grand Prix Special. 
À la date du 8 août 2012, la FEI le classe au 12e rang mondial avec Uthopia. 

## Jeux olympiques de 2012
Hester est sélectionné avec trois autres pour représenter le Royaume-Uni aux Jeux olympiques d'été de 2012 à Londres dans les épreuves de dressage individuel et par équipe. L’équipe de dressage britannique remporte la médaille d’or avec Carl Hester sur Uthopia. 
Au Nouvel An 2013, Hester a été nommé membre de l'Ordre le plus excellent de l'Empire britannique pour services rendus à l'équitation.

## Palmarès
- Exquis Escapado - Hongre Oldenburg (1993) (Exlibris x Ikarus) 
  - Jeux olympiques d'Athènes 2004 - 13e place individuelle
  - Finale de la Coupe du Monde FEI 2005 - 10e place
  - Championnats d'Europe 2005 - 5e place individuelle
- Liebling II - Hongre Holsteiner bai (1997) (Lorentin I x Koenigspark XX) 
  - Championnats d'Europe 2009 - Médaille d'Argent par équipe, 11e du Grand Prix Individuel, 10e en Libre Individuel
  - Jeux équestres mondiaux de 2010 - Médaille d'argent par équipe
- Uthopia - Étalon Warmblood Hollandais (2001) Bai (Métall x Inspekteur) 
  - Championnats d'Europe 2011 - Médaille d'or par équipe, Grand prix en individuel, Médaille d'argent en Libre individuel
  - Jeux olympiques de Londres 2012 - Médaille d'or par équipe, 5e place individuelle
  - Championnats d'Europe 2013 - Médaille de bronze par équipe, 6e place Grand Prix individuel, 6e place Individuel Freestyle
- Nip Tuck - Hongre (2004) Warmblood bai (Don Ruto x Animo) 
  - Jeux équestres mondiaux de 2014 - Médaille d'argent par équipe, 12e place Grand prix individuel, 12e place Free style
  - Championnats d'Europe 2015 - Médaille d'argent par équipe, 5e du Grand Prix, 8e place Free style
  - Jeux Olympiques 2016 à Rio - Médaille d'argent par équipe, 7e place en  individuel
  - Finale de la Coupe du Monde FEI 2017 - Médaille de Bronze
  - Championnats d'Europe 2017 - 4e place individuelle

## Vie privée
Hester est ouvertement gay. 